# Sicut Judaeis
Sicut Judaeis (dobesedno »tako kot Judje«) je papeška bula, ki jo je napisal papež Kalist II. leta 1120.
S to bulo je papež zagotovil zaščito za vse Jude, ki so bili trpinčeni s strani udeležencev prve križarske vojne. 